# 清原光頼
清原 光頼（きよはら の みつより、生没年不詳）は、平安時代後期の武将。出羽の豪族・清原光方の子。姓は真人。源氏の源頼義と安倍氏の戦いである前九年の役時は当初は中立の立場を保っていたが、劣勢にある頼義の度重なる要求を聞き入れ、参戦。弟・清原武則を遣わした。この清原氏の参戦により、形勢は逆転。源氏を勝利へと導き、清原氏を東北の覇者へと押し上げた。この清原氏の覇権は後三年の役（永保3年（1083年） - 応徳4年、寛治元年（1087年））まで続くことになる。

## 略歴
前九年の役では当初は中立の立場を保っていた。光頼の系統は安倍氏と姻戚関係にあったとも考えられている。その後、黄海の戦いで大敗するなど陸奥の安倍氏に苦戦を強いられた源頼義は万策尽きて、光頼に臣下の礼の形を取ってまでも参戦を依頼する。
これを聞き入れた光頼は自らは出陣せず、弟武則を大将とした大軍を陸奥に派遣する。形勢は逆転し、安倍氏は滅亡した。この功により、武則は朝廷より従五位下鎮守府将軍に補任され、清原氏は安倍氏の旧領を併呑して、奥羽にまたがる大勢力を築くに至った。この時から、出羽秋田城（長官：秋田城介）と陸奥鎮守府（長官：鎮守府将軍）に分かれていた東夷成敗権が鎮守府に一本化されたものと考えられている。
鎮守府将軍としての任務遂行のために陸奥に移った武則とは別に、光頼はそのまま出羽に留まったものと思われる。本拠地は平鹿郡大鳥井山（現在の秋田県横手市）であったといわれる。光頼の子には大鳥山太郎頼遠がいたが、この後は武則の子が清原氏の本流になるなど、光頼、頼遠親子と武則、武貞、真衡との間の力関係や主従関係については解明されていない点が多い。頼遠は前九年の役の際に衣川関から逃亡した安倍正任と良昭を匿い、出羽守源斉頼の軍勢に包囲されたという。頼遠が敵方である安倍氏を匿ったのは、正任が清原氏嫡宗家と女系の親族関係で結ばれており、彼の妻が頼遠の姉妹だったからであると考えられる。後に頼遠は後三年の役の折に源義家により滅ぼされた。